# Feke
Feke ist eine Gemeinde  in der türkischen Provinz Adana. Seit einer Gebietsreform im Jahre 2014 sind Gemeinde (Belediye) und der Landkreis (İlçe) deckungsgleich. Der Landkreis Feke hatte im Jahr 2024 16.116 Einwohner.
Der Name geht auf die nahegelegene byzantinische und kleinarmenische Burg Vahka zurück.